# No se aceptan devoluciones
No se aceptan devoluciones (Instructions Not Included nos Estados Unidos; Não Aceitamos Devoluções no Brasil) é um filme mexicano de 2013, do gênero comédia dramática, dirigido, escrito e estrelado por Eugenio Derbez. O filme segue a história de um playboy de Acapulco que se vê as voltas com um bebê abandonado à sua porta. Ele parte para Los Angeles para encontrar a mãe da criança, mas aos poucos vai se apegando a ela. Lançado nos Estados Unidos em 30 de agosto de 2013, o filme recebeu críticas mistas e arrecadou US$ 100 milhões em todo o mundo.

## Elenco
- Eugenio Derbez como Valentín Bravo
- Jessica Lindsey como Julie
- Loreto Peralta como Maggie Bravo
- Daniel Raymont como Frank Ryan
- Alessandra Rosaldo como Renée
- Hugo Stiglitz como  Johnny Bravo
- Sammy Pérez como Sammy
- Arcelia Ramírez como Judeisy
- Agustín Bernal como Lupe
- Rosa Gloria Chagoyán como Lola
- Karla Souza como Jackie
- Margarita Wynne como Sofía
- Arap Bethke como advogado de Valentín
- Danny Lopez como Johnny Depp/Homem azteca
- Rodrigo Massa como agente do FBI

## Remakes
Em 2016, um remake francês do filme Two Is a Family (Demain Tout Commence) foi lançado. O filme foi dirigido por por Hugo Gélin e estrelado por Omar Sy no papel originalmente interpretado por Derbez. Em 2018, um remake brasileiro foi lançado com o título Não Se Aceitam Devoluções. O filme foi dirigido por André Moraes e contou com Leandro Hassum no papel principal.